# Radcliff (Kentucky)
Radcliff es una ciudad ubicada en el condado de Hardin en el estado estadounidense de Kentucky. En el censo de 2010 tenía una población de 21688 habitantes y una densidad poblacional de 674,38 personas por km².

## Geografía
Radcliff se encuentra ubicada en las coordenadas 37°49′12″N 85°56′4″O / 37.82000, -85.93444. Según la Oficina del Censo de los Estados Unidos, Radcliff tiene una superficie total de 32.16 km², de la cual 32.08 km² corresponden a tierra firme y (0.24%) 0.08 km² es agua.

## Demografía
Según el censo de 2010, había 21688 personas residiendo en Radcliff. La densidad de población era de 674,38 hab./km². De los 21688 habitantes, Radcliff estaba compuesto por el 61.04% blancos, el 25.23% eran afroamericanos, el 0.78% eran amerindios, el 3.17% eran asiáticos, el 0.8% eran isleños del Pacífico, el 2.82% eran de otras razas y el 6.16% pertenecían a dos o más razas. Del total de la población el 8.31% eran hispanos o latinos de cualquier raza.